# Leopold Johannes Adriaan van der Kun

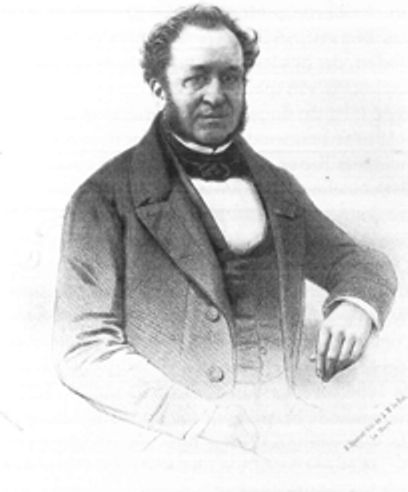
L.J.A. van der Kun.

Leopold Johannes Adriaan van der Kun (Utrecht, 21 september 1801 – Den Haag, 26 januari 1864) was een Nederlands ingenieur van Rijkswaterstaat. Van 1 januari 1858 tot zijn dood in 1864 stond hij als Hoofdinspecteur aan de leiding van deze organisatie.
Van der Kun was de ontwerper van het voormalige Weesperpoortstation in Amsterdam in 1843 en van de Rhijnspoorweg Amsterdam-Arnhem. Ook was Van der Kun, naast Frederik Willem Conrad (1800-1870) en Gerrit Simons (1802-1862) in 1847 een van de oprichters van het Koninklijk Instituut van Ingenieurs.

## Levensloop
Leopold van der Kun was de zoon van Gerardus Cornelius van der Kun (1762-1833) en Margarita Valentina Ferriere-Colk (1775-1842). In 1838 trouwde hij in Maastricht met Jeanine Caroline Nierstrasz (1804-1884), de oudste dochter van burgemeester Hendrik Nierstrasz. Het echtpaar kreeg vijf kinderen, vier dochters en een zoon.

## Telegrafie
In januari 1845 kreeg Van der Kun samen met de technisch directeur van de Hollandsche IJzeren Spoorweg Maatschappij F.W. Conrad opdracht van de minister van binnenlandse zaken om advies uit te brengen over de wenselijkheid en de kosten van de invoering van spoorwegtelegrafie. Naar Engels en Pruisisch voorbeeld zag men de vinding van Samuel Morse als een communicatiemiddel voor de spoorwegen. Van der Kun en Conrad adviseerden tot de experimentele invoering op het traject Amsterdam-Haarlem van de HIJSM en schakelden Eduard Wenckebach in voor de uitvoering.
In april 1852 vroeg minister J.R. Thorbecke aan dezelfde commissie om een plan te maken voor de snelle invoering van de telegrafie in heel Nederland. Zij schakelden Wenckebach weer in als derde lid. De commissie adviseerde in juli 1852 tot de aanleg door het Rijk van een hoofdnetwerk van vijf lijnen, dat de grote steden zou verbinden met elkaar en met Duitsland en België. Dit voorstel werd door de regering overgenomen, en nog in 1852 werden rijkstelegraafkantoren geopend in Amsterdam, Rotterdam en Den Haag. In 1857 was het hoofdnet klaar.

## Rivierverbetering

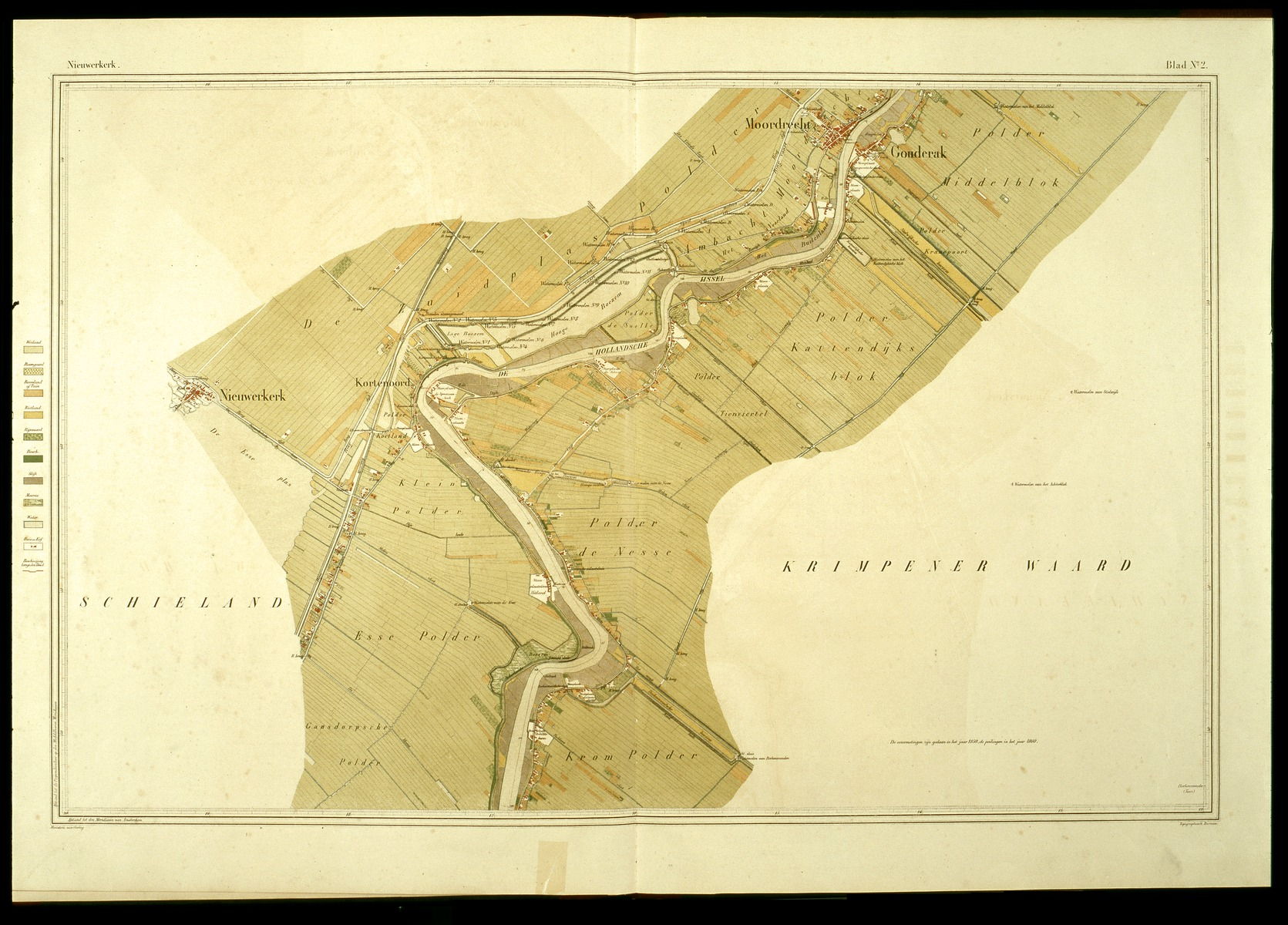
Kaart van de Hollandsche IJssel (1830-1860) door vd Kun en Goudriaan

In 1849 kregen de inspecteurs J.H. Ferrand en L.J.A. van der Kun opdracht om de verzanding van de grote rivieren te onderzoeken. Op 18 januari 1850 brachten ze een rapport uit onder de titel "rapport nopens hetgeen tot verbetering van de Nederlandse rivieren zoude bewerkstelligd kunnen worden". Daarin wezen ze de aanleg van overlaten af en pleitten ze voor een verbetering van het stroomgebied van de rivieren, zodat deze het regen- en smeltwater alsook de ijsgang zouden kunnen afvoeren naar zee. Het rapport Ferrand-Van der Kun was de aanzet tot een programma van rivierverbetering in de volgende vijftig jaren.

## Eerbetoon
In de Amsterdamse Watergraafsmeer is een straat naar hem vernoemd, de Van der Kunstraat in de omliggende Van der Kunbuurt. Den Haag kent drie Van der Kunstraten (Eerste, Tweede en Derde van der Kunstraat).
- Biografisch Portaal: 07638756
- Digitale Bibliotheek voor de Nederlandse Letteren: kun_005
- Nederlandse Thesaurus van Auteursnamen: 067906680
- Virtual International Authority File: 290914808
- WorldCat: E39PBJB4h99kdQQ7Y4JycVGCQq